# Yoshio Kikugawa
Yoshio Kikugawa (jap. 菊川 凱夫 Kikugawa Yoshio; ur. 12 września 1944, zm. 2 grudnia 2022) – japoński piłkarz, reprezentant kraju.

## Kariera klubowa
Od 1968 do 1974 roku występował w klubie Mitsubishi Motors.

## Kariera reprezentacyjna
W reprezentacji Japonii zadebiutował w 1969. W reprezentacji Japonii występował w latach 1969-1971. W sumie w reprezentacji wystąpił w 16 spotkaniach.

## Statystyki
| Reprezentacja Japonii | Reprezentacja Japonii | Reprezentacja Japonii |
| Rok                   | Mecze                 | Gole                  |
| --------------------- | --------------------- | --------------------- |
| 1969                  | 2                     | 0                     |
| 1970                  | 12                    | 0                     |
| 1971                  | 2                     | 0                     |
| Razem                 | 16                    | 0                     |